# Prim permutabil
Un număr prim permutabil cunoscut și sub numele de prim anagramatic (din engleză, anagrammatic prime) este un număr prim care, într-o bază dată, poate avea pozițiile cifrelor comutate prin orice permutare și rămâne tot un număr prim. H. E. Richert, despre care se presupune că a studiat inițial aceste numere prime, este cel care le-a numit prime permutabile, dar mai târziu au fost numite și prime absolute.
În baza 10, toate numerele prime permutabile cunoscute cu mai puțin de 49.081 de cifre sunt următoarele
2, 3, 5, 7, 11, 13, 17, 31, 37, 71, 73, 79, 97, 113, 131, 199, 311, 337, 373, 733, 919, 991, R19 (1111111111111111111), R23, R317, R1031, ... 
Un număr prim permutabil care scris invers este diferit se mai numește și număr prim reversibil sau mirp (cuvântul prim scris invers). Se preferă cuvântul mirp pentru a se evita confuzia cu numerele prime palindromice (numite uneori
și ele prime reversibile).  Primele numere mirp sunt: 13, 17, 31, 37, 71, 73, 79, 97, 107, 113, 149, 157, 167, 179, 199, 311, 337, 347, 359, 389, 701, 709, 733, 739, 743, 751, 761, 769, 907, 937, 941, 953, 967, 971, 983, 991, ..